# Іван Дімовський
Іван Христов Дімовський (болг. Иван Димовски; 7 липня 1934, Патрешко — 28 липня 2023) — болгарський математик. Професор, член-кореспондент Болгарської академії наук.

## Біографія
Народився 7 липня 1934 року у селі Патрешко Ловецької області. Навчався у початковій школі в селі Орешак та в гімназії у Трояні. Виявляв інтерес до математики і у 1950/51 навчальному році став переможцем першої національної математичної олімпіади.
Вивчав математику на фізико-математичному факультеті Софійського університету (1952—1957), брав участь у роботі математичного гуртка Ярослава Тагамлицького, багато членів якого стали згодом знаними математиками. У 1961/61 навчальному році проходив спеціалізацію в Московському державному університеті на кафедрі теорії еластичності.
Працював учителем у середній школі в Русе за направленням. Виграв конкурс на заміщення посади асистента у Вищому інституті машинобудування, механізації та електрифікації сільського господарства (ВІММЕСС) (1958). З кінця 1959 року молодший науковий співробітник секції аналітичної механіки Математичного інституту БАН. З 1969 року старший науковий співробітник секції комплексного аналізу. Після виходу на пенсію академіка Любомира Іванова з 1986 до 2004 рік був керівником секції.
1977 року захистив докторську дисертацію на тему «Конволюційний метод в операційному обчисленні» без захисту кандидатської дисертації. Обраний професором Математичного інституту БАН у 1982 році. З 1997 року член-кореспондент Болгарської академії наук.
Викладав у Софійському, Пловдивському, Шуменському університетах. Як заїжджий професор читав лекції в Угорщині, СРСР, НДР, Польщі, Іспанії, Югославії, Венесуелі, Кувейті й інших країнах.
Відзначений професійними нагородами: 1979 року нагородою Софійського університету та Болгарської академії наук імені Н. Обрешкова, 2004 року почесним знаком БАН імені Марина Дринова.

## Науковий внесок
Здобув широке міжнародне визнання як творець нового наукового напряму в математичному аналізі — конволюційного методу, який часто згадується як метод Дімовського. Розробив теорію конволюційних обчислень, провідну роль у якій відіграє поняття конволюції лінійного оператора, введене Дімовським у 1966 році і дає можливість широкого узагальнення операційного обчислення Мікусіньського. Досліджував застосування конволюційного методу в математичній фізиці, для функцій Гріна, в інтегральних перетвореннях. Розширив й узагальнив принцип Дюамеля. Ввів найбільш загальний клас операторів Бесселя для цілого ряду, згодом названих гіпербесселівськими, досліджував функції, диференціальні рівняння й операторів перетворень для них, названі у спеціальній літературі перетвореннями Соніна — Дімовского та Пуассона — Дімовского.
Автор близько 100 наукових праць і монографії «Convolutional Calculus» («Конволюційні обчислення»), понад 20 підручників для середньої школи, близько 40 науково-популярних публікацій. Переклав на болгарську мову з французької, англійської, німецької та російської понад 50 книг, а також 2 книги відомих болгарських математиків — з болгарської англійською.
Підготував 10 докторантів, з яких 3 отримали професорські звання, 4 габілітовані. Голова спеціалізованої вченої ради з прикладної математики та механіки у Вищій атестаційній комісії (ВАК) (2005—2009).